# Gakpè
Gakpè ist ein Arrondissement im Departement Atlantique in Benin. Es ist eine Verwaltungseinheit, die der Gerichtsbarkeit der Kommune Ouidah untersteht. Gemäß der Volkszählung von 2013 hatte Gakpè 6236 Einwohner, davon waren 3091 männlich und 3145 weiblich.

## Geographie
Das Arrondissement setzt sich aus vier Dörfern zusammen:
1. Amoulèhoué
2. Fonkounmè
3. Gakpé
4. Tohonou

## Infrastruktur
Die Nationalstraße RN1 führt in südlicher Richtung nach Ouidah, in nördlicher Richtung in die Kommune und das gleichnamige Arrondissement Tori-Bossito.